# Utersum
Utersum (dänisch Yttersum, friesisch: Ödersem) ist eine Gemeinde auf der Insel Föhr im Kreis Nordfriesland in Schleswig-Holstein.

## Geographie

### Geographische Lage
Das Gemeindegebiet von Utersum erstreckt sich im Südwesten der Insel Föhr. Die Nordseeinsel wird dem Naturraum Nordfriesische Geestinseln zugeordnet.

### Gemeindegliederung
Neben dem Seebad gleichen Namens befinden sich im Gemeindegebiet gleichfalls als weitere Wohnplätze das Dorf Hedehusum, das bis zum Jahresende 1969 eine eigenständige Gemeinde war, und die Krankenhaussiedlung Utersum, Sanatorium.

### Nachbargemeinden
Direkt angrenzende Gemeindegebiete von Utersum sind:
|  | Dunsum                                      |                           |
|  | Kompassrose, die auf Nachbargemeinden zeigt | Süderende, Oldsum, Witsum |
|  |                                             |                           |

Südlich und westlich grenzt das Gemeindegebiet ans Nordfriesische Wattenmeer im Bereich vom Nordmannsgrund sowie das Amrumtief.

### Geologie
Das Gemeindegebiet ist geologisch geprägt durch seine Lage auf dem Geeststreifen der Insel, der sich am gesamten südlichen Rand von Föhr mit unterschiedlich starker Ausdehnung entlangzieht. Die geologische Übersichtskarte weist für die Entstehungszeit das Saale-Glazial aus. Er umfasst auch das Niederungsgebiet um den Bach Godel, die sogenannte Godelniederung, die sich bis hinein in die westliche Gemarkung beim Ortsteil Hedehusum zieht und als FFH-Gebiet ausgewiesen ist.

## Geschichte
Ein Steinkistengrab nahe dem Haus des Gastes belegt eine Besiedlung schon in der Steinzeit. Die drei erhaltenen Hügelgräber, Triibergem genannt, belegen eine Besiedlung in der Bronzezeit. In der Nähe des Dorfes liegt das Großsteingrab Sunberig.
Als Teil von Westerland Föhr gehörte Utersum zu den königlichen Enklaven und war dem Königreich Dänemark direkt angehörig, während Osterland Föhr mit Wyk zum Herzogtum Schleswig gehörte. Erst mit der Annexion des Herzogtums Schleswig durch Preußen wurde Utersum im Jahr 1864 Teil Schleswig-Holsteins.
Bei der Volksabstimmung in Schleswig im Jahr 1920 stimmten innerhalb der zweiten Zone einzig Utersum und Hedehusum sowie das benachbarte Goting mehrheitlich für einen Wechsel nach Dänemark; weil sie nicht direkt an der späteren Grenze lagen, blieben sie aber bei Deutschland.

## Politik

### Gemeindevertretung
Die Wählergemeinschaft Freie Wähler Utersum (FWU) hielt ab der Kommunalwahl 2018 acht Sitze in der Gemeindevertretung, ein Sitz blieb frei.
Auch bei der Kommunalwahl 2023 erhielten die FWG acht Sitze. der neunte Sitz ging an einen Einzelbewerber. Die Wahlbeteiligung betrug 63,1 Prozent.

### Bürgermeister
Für die Wahlperiode 2013–2018 wurde Joachim Lorenzen (FWU) zum neuen Bürgermeister gewählt. Er löst Jürgen Schmidt ab, der das Amt seit 2003 führte. 2016 wurde er von Göntje Schwab abgelöst.

## Wirtschaft und Infrastruktur

### Tourismus
Als staatlich anerkanntes Seebad ist die Gemeinde wirtschaftlich auch vom Fremdenverkehr geprägt.

### Unternehmen
In Utersum befindet sich unter anderem eine Rehabilitationsklinik der Deutschen Rentenversicherung Bund. Sie ist auf Lungenkrankheiten und Bereiche der Onkologie und Gynäkologie spezialisiert.

### Verkehr
Die Gemeinde ist mit dem Auto über die schleswig-holsteinische Landesstraße 217 (auch „Rundföhrstraße“ genannt) mit dem zentralen Fährort der Insel, Wyk auf Föhr, verbunden.
Der Öffentliche Nahverkehr auf der Insel erfolgt mit einem Linienbusverkehr der Wyker Dampfschiffs-Reederei Föhr-Amrum auf zwei in gegensätzlicher Richtung verkehrenden Rundlinien; er verbindet die Gemeinde ebenfalls mit Wyk und den weiteren Dörfern der Insel.

## Persönlichkeiten
- Der Entertainer Hans Rosenthal (1925–1987) war Ehrenbürger der Gemeinde Utersum.
- Hans-Hasso von Veltheim (1885–1956) verbrachte seine letzten Lebensjahre in Utersum.

## Bildergalerie

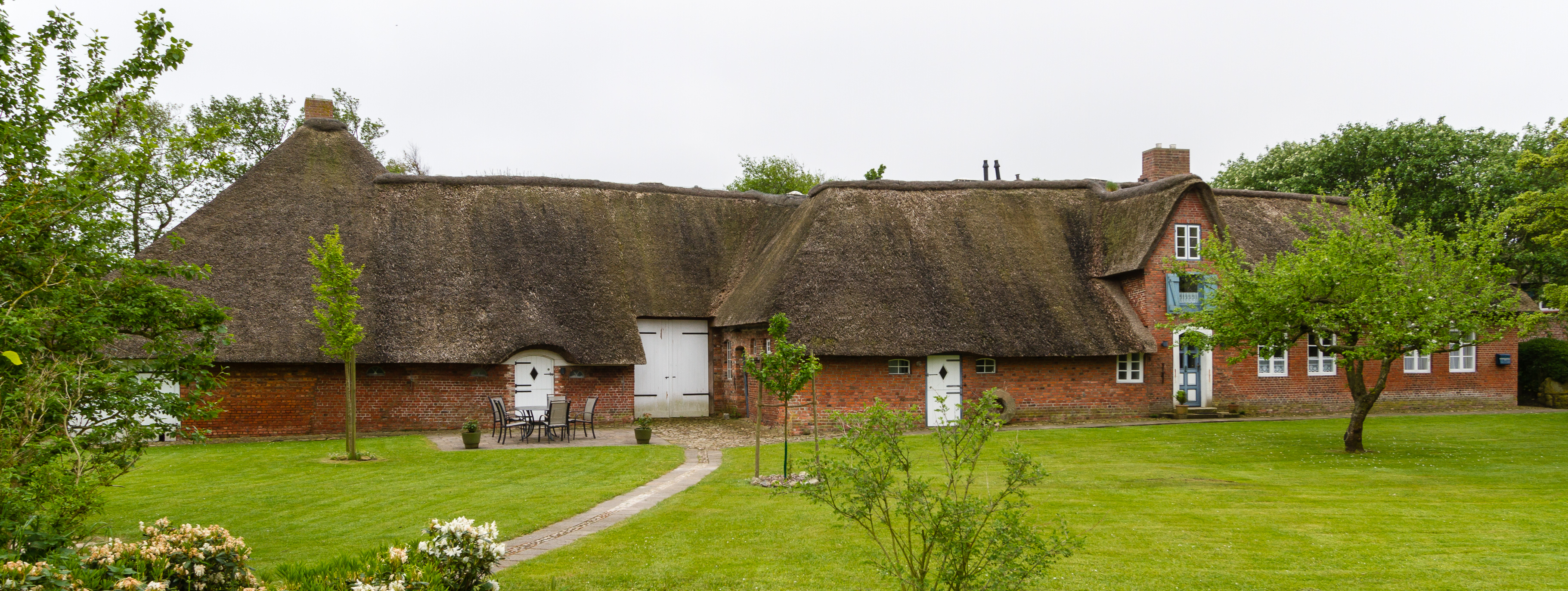
Denkmalgeschütztes Wohn- und Wirtschaftsgebäude
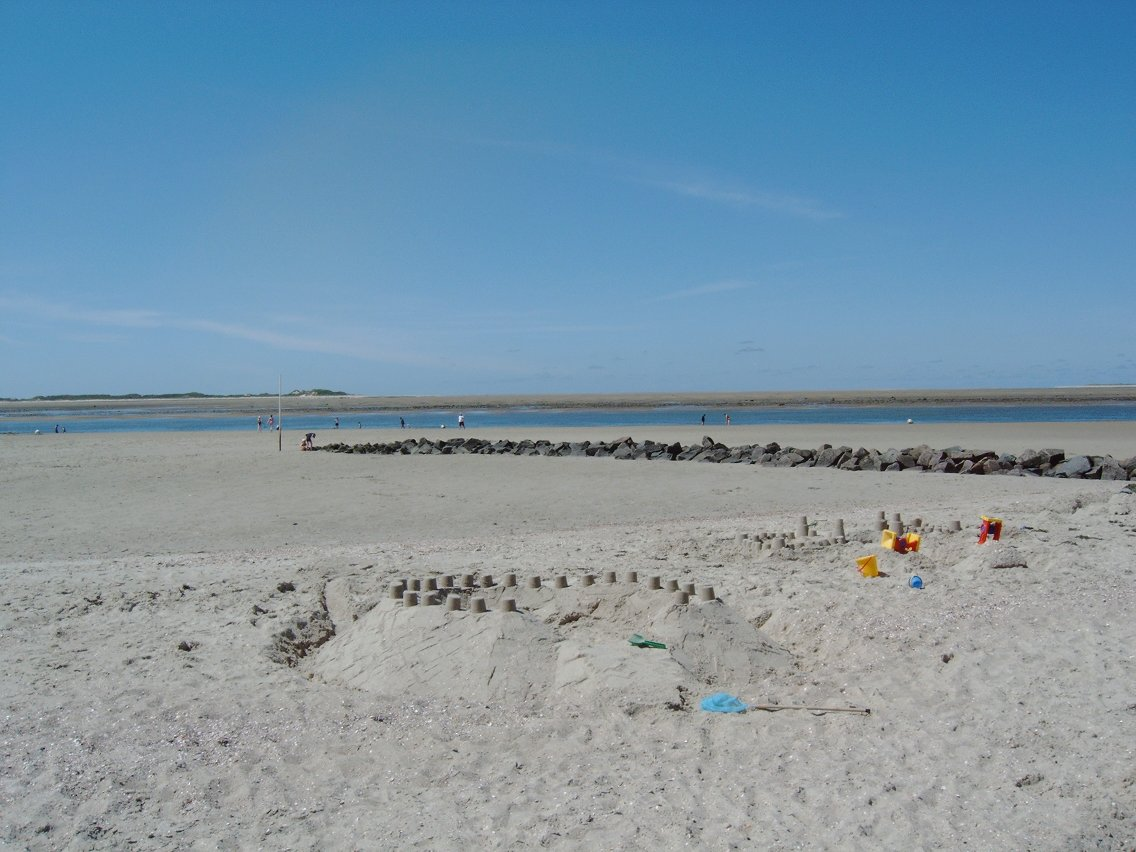
Strand von Utersum bei Ebbe mit Blick auf die Nordspitze von Amrum
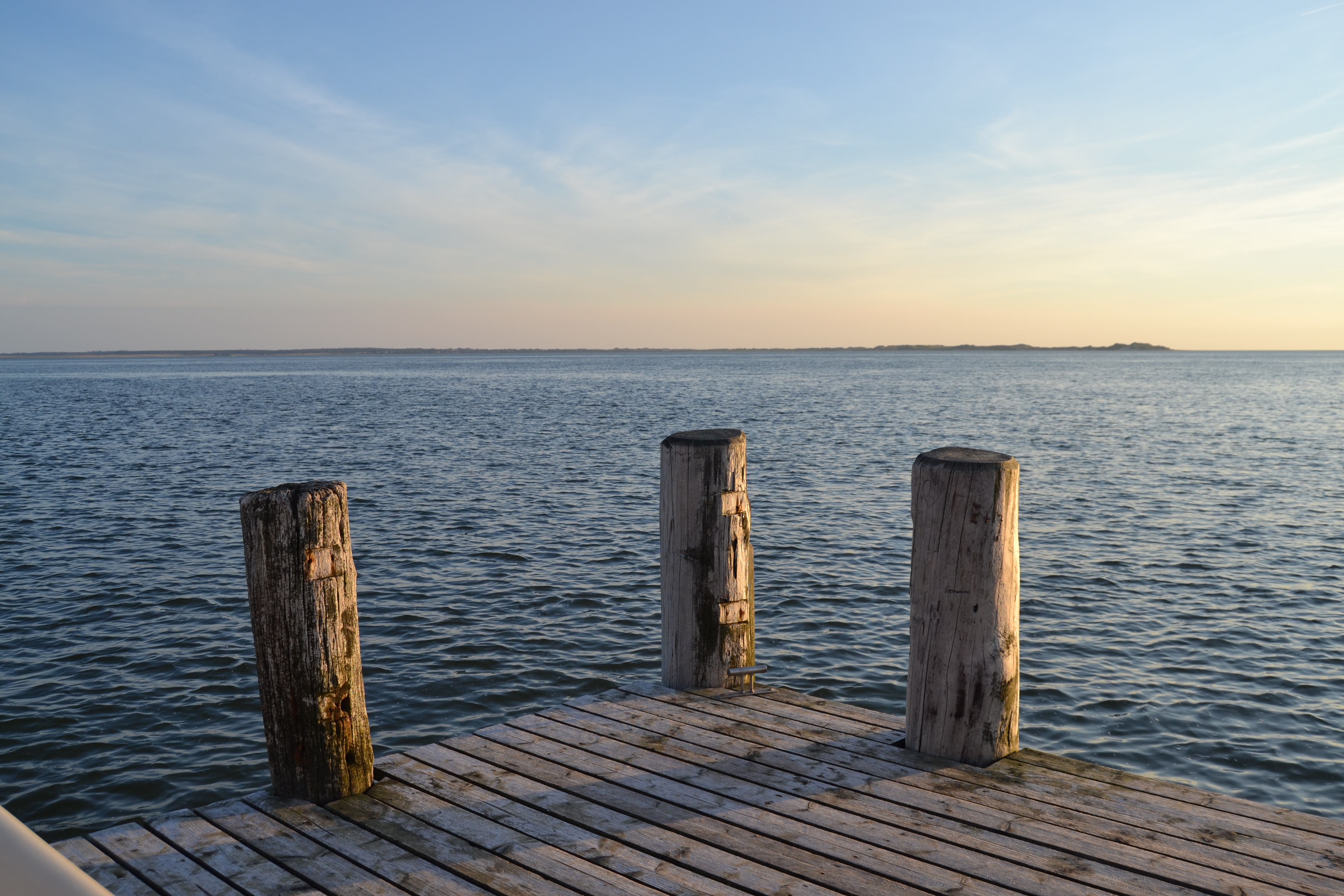
Brücke vor Utersum
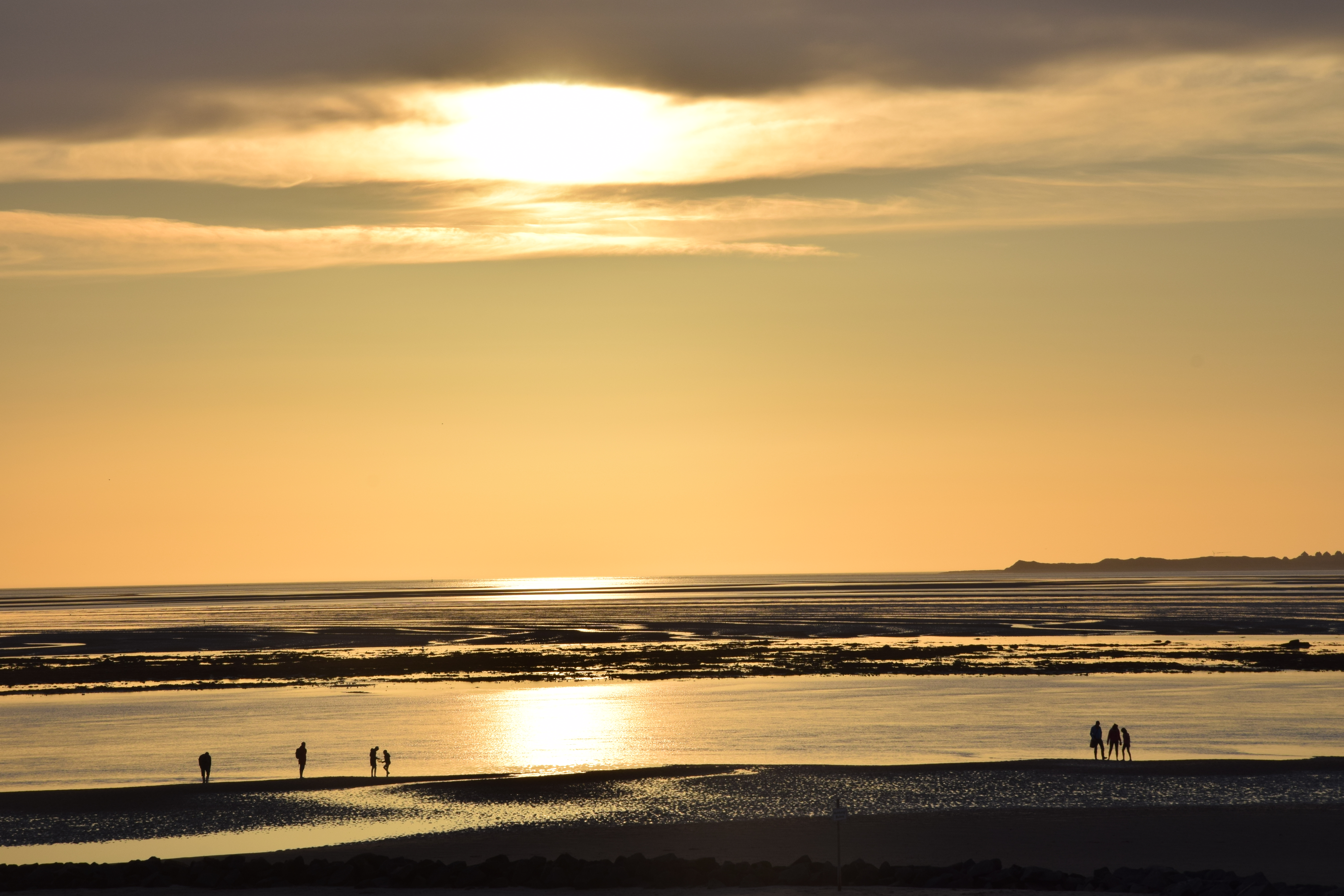
Sonnenuntergang über Utersum; im Hintergrund die Südspitze Sylts